# Nieuwerbrug
Nieuwerbrug aan den Rijn is een dorp in de gemeente Bodegraven-Reeuwijk in de Nederlandse provincie Zuid-Holland en telt ongeveer 1.880 inwoners. Het ligt aan de Oude Rijn en aan de Dubbele Wiericke.

## Geschiedenis
De oudste bewoning in het gebied is waarschijnlijk in de bronstijd geweest. Bij Weijpoort is een speerpunt uit de bronstijd gevonden. Omdat het dorp aan de noordgrens van het Romeinse Rijk lag, zijn er in de Romeinse tijd soldaten geweest.
De eerste schoolmeester was er al in 1610, en aan het eind van de 17e eeuw was er ook een schoolgebouw. In 1664 werd het jaagpad aangelegd. Ook werd in de 17e eeuw een commanderij, een versterkte boerderij van de Johanniterorde, Hof te Waarder, gebouwd. Later werd dit een herenboerderij.
In 1959 werd aan de Weijland 65a de Bethlehemkerk gebouwd.

## Tolbrug
Nieuwerbrug is gesticht in 1651 met een brug over de Oude Rijn. Dit was een belangrijke brug voor de handel tussen Bodegraven en Woerden, terwijl de brug zelf op de grens van vier gemeenten lag. Rond deze brug ontstond een gemeenschap. De brug is inmiddels de enige tolbrug van Nederland. Deze wordt met de hand omhoog en naar beneden gehaald.

## Kerken
Nieuwerbrug heeft twee kerken, de Brugkerk en de Bethlehemkerk. De Bethlehemkerk is een kerk van de Hervormde Gemeente en is sinds 1955 in gebruik. De Brugkerk is onderdeel van de PKN (Protestantse Kerk in Nederland). Deze gemeente bestaat sinds 1917. De Brugkerk ligt naast de tolbrug en de Bethlehemkerk ligt aan de andere kant van de brug.

## Eeuwfeesttoren
Nieuwerbrug heeft het kleinste museum van Nederland, namelijk de Eeuwfeesttoren, die naast de tolbrug staat. Er mogen maximaal 2 à 3 bezoekers tegelijk naar binnen. De toren werd gebouwd honderd jaar na het vertrek van Napoleon uit Nederland, in 1914. De Nederlandse onafhankelijkheid moest toen een groot feest worden, maar door de Eerste Wereldoorlog ging dat feest niet door. Om met het geld dat de Nieuwerbruggers bij elkaar hadden gelegd toch nog wat goeds te doen, werd de toren gebouwd.
Bij het dorp staat voorts de Weijpoortsemolen, een grote, maalvaardige wipmolen, die in 1995 is gerestaureerd en als hulpgemaal ingezet kan worden.